# Tuyúka
Tuyuca (Tuyúka, Tuiuca, Tuiuka, Tujuca-tapuia, Dogapura, Doxka-Poara, Dohká-Poára, Tuyúca-Tapuia, Tuyúka-Tapuya),  pleme američkih Indijanaca porodice Tucanoan nastanjeni u Kolumbiji i Brazilu. Izvorno poznato stanište Tuyuka nalazi se u tri zone: a) na gornjoj río Tiquié; b) na igarapé Cabarý, pritoka Tiquié; i c) na igarapé Macaua u dolini Papuríja. Tuyuke su kontaktu s vanjskim svijetom više od jednog stoljeća, prvenstveno s misionarima (salezijancima) i trgovcima. Njihova populacija u suvremeno vrijeme iznosi 350 u Kolumbiji (1995. SIL) na rijekama Inambu, Tiquie i Papurí i 465 u Brazilu (1995.) u državi Amazonas. Tuyuke su bilingualni u tucanou, a mlađi ljudi i u portugalskom. Pleme Tsölá (koji govore tuyuca dijalektom) s rijeke Pirá-Paraná možda su njihov ogranak.

## Vanjske poveznice
- Adote Um Povo: Tuyuka Do Brasil